# José Gomes de Sousa Portugal
José Gomes de Sousa Portugal, primeiro e único barão de Turvo (, c. 1809 – Piraí, 4 de setembro de 1878), foi um nobre e fazendeiro brasileiro.
Abastado fazendeiro, era também comandante superior da Guarda Nacional e juiz de paz de Piraí. Agraciado barão em 1 de agosto de 1860, era dignitário da Imperial Ordem da Rosa e cavaleiro da Imperial Ordem de Cristo.